# Fall River, Wisconsin
Fall River är en ort (village) i Columbia County i Wisconsin i USA. Vid 2020 års folkräkning hade Fall River 1 801 invånare.